# Bedero Valcuvia
Bedero Valcuvia (lombardul: Beder) település Olaszországban, Varese megyében. Lakosainak száma 677 fő (2023. január 1.). Bedero Valcuvia Cunardo, Masciago Primo, Rancio Valcuvia, Valganna és Brinzio községekkel határos.

## Népesség
A település népességének változása:
| Lakosok száma | 665  | 661  | 677  |
|               | 2017 | 2018 | 2023 |